# الدوري السويدي الدرجة الثانية 1936–37
الدوري السويدي الدرجة الثانية 1936–37 (بالسويدية: Division II i fotboll 1936/1937)‏ هو موسم من الدوري السويدي الدرجة الثانية. فاز فيه نادي براغي.